# Bangsia
A Bangsia a madarak osztályának verébalakúak (Passeriformes) rendjébe és a tangarafélék (Thraupidae) családjába tartozó nem. A nem nevét Outram Bangs amerikai ornitológus tiszteletére választották.

## Rendszerezésük
A nemet Thomas Edward Penard amerikai ornitológus írta le 1919-ben,  az alábbi fajok tartoznak ide:
- kék-arany hegyitangara (Bangsia arcaei)
- sárgászöld hegyitangara (Bangsia flavovirens)[1] vagy Chlorospingus flavovirens)[2]
- fekete-sárga hegyitangara (Bangsia melanochlamys)
- aranymellű hegyitangara (Bangsia rothschildi)
- zöldhátú hegyitangara (Bangsia edwardsi)
- aranygyűrűs hegyitangara (Bangsia aureocincta)

## Előfordulásuk
Costa Rica, Panama, Ecuador és Kolumbia területén honosak. Természetes élőhelyeik a szubtrópusi és trópusi síkvidéki és hegyi esőerdők. Állandó, nem vonuló fajok.

## Megjelenésük
Testhosszuk 14-16 centiméter körüli.